# تيري هينلي
تيري هينلي (بالإنجليزية: Terry Henley)‏ هو لاعب كرة قدم أمريكية أمريكي، ولد في عقد 1950 في أوكسفورد في الولايات المتحدة.